# Orazio Grassi

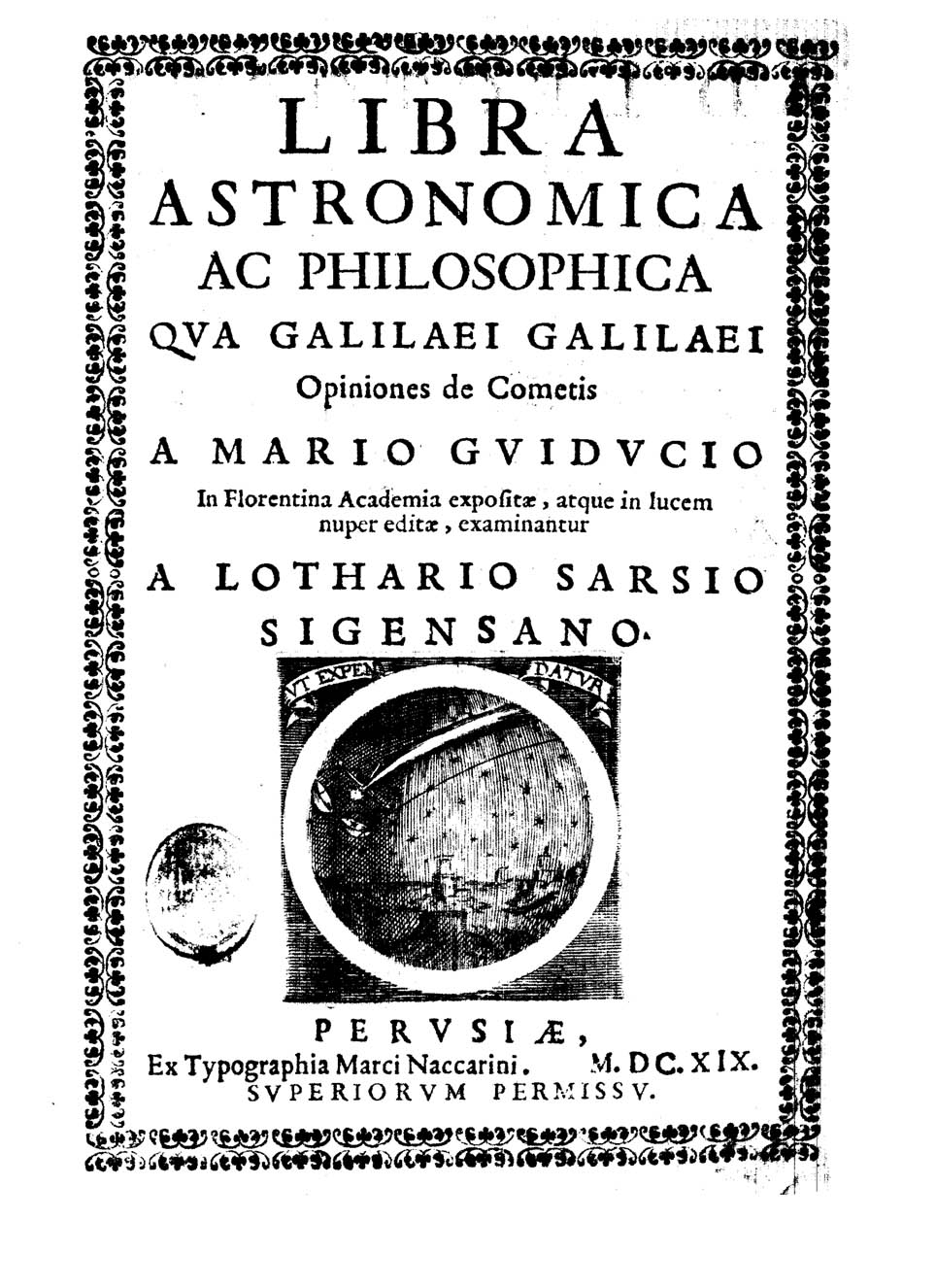
Libra astronomica ac philosophica

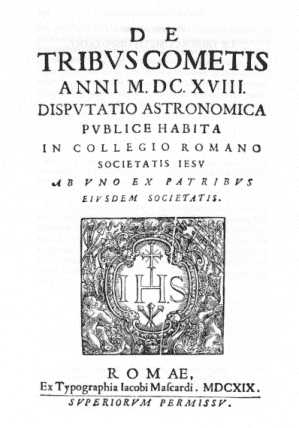
De Tribus Cometis

Orazio Grassi, SJ (Savona, 1 de maio de 1583 - Roma, 23 de julho de 1654), foi um padre jesuíta italiano, mais conhecido como matemático, astrônomo e arquiteto. Foi um dos autores da controvérsia com Galileu Galilei sobre a natureza dos cometas. Seus escritos contra Galileu foram publicados sob o pseudônimo de Sarsi.

## Juventude
Grassi nasceu em Savona, então parte da República de Gênova. Ingressou no noviciado da Companhia de Jesus na Igreja de Sant'Andrea al Quirinale em Roma em 1600. Após a profissão dos primeiros votos religiosos em 1603, iniciou os estudos no Colégio Romano, onde fez cursos de filosofia, teologia e matemática. Entre seus professores estavam os notáveis matemáticos jesuítas alemães, Christopher Clavius, Christoph Grienberger e Odo Van Maelcote. Ele continuou seus estudos lá até 1610.
Em 1614, Grassi foi designado para servir como colégio jesuíta em Gênova na qualidade de mestre assistente de noviços. Ele serviu nessa posição por dois anos, antes de ser nomeado para o corpo docente do Colégio Romano como professor de matemática. Nesse período, suas pesquisas se concentraram na matemática pura, bem como na ótica e na arquitetura. Em 1617 publicou uma série de conferências que proferiu sobre o olho, De iride disputatio optica, sob o pseudónimo de Galeazzo Mariscotto, bem como o Tractatus tres de sphera, de horologis ac de optica. Ele pronunciou os votos solenes na Sociedade em 1618, ocasião em que recebeu as Ordens Sagradas como padre, após o que recebeu a cadeira de matemática. Ele ocupou esta posição até 1628.

## Disputa com Galileo
No início de 1619, sob o título "De Tribus Cometis Anni MDCXVIII", Grassi publicou uma palestra que deu ao Collegio Romano sobre três cometas que apareceram no outono de 1618. Ele argumentou que a ausência de paralaxe significava que os cometas deveriam estar muito distante da Terra, e ele sugeriu que existiam além da lua.
Galileu recebeu uma cópia da palestra de Grassi e ficou muito irritado com ela. As notas que ele rabiscou na margem de sua cópia estão cheias de insultos - 'pezzo d'asinaccio' ('pedaço de estupidez absoluta'), 'bufolaccio' ('bufão'), 'vilão poltrone' ('idiota perverso'), 'balordone' ('idiota trapalhão'). Galileu respondeu com seu Discurso sobre os cometas (Discorso delle Comete (1619)), que foi uma refutação de muitos dos argumentos avançados por Grassi, mas originalmente apresentados por Tycho Brahe. Sugeriu que a ausência de paralaxe com cometas não se devia à sua grande distância da Terra, mas ao fato de serem provavelmente efeitos atmosféricos. Galileu também manteve seus caminhos retos, ao invés de circulares, como Brahe e Grassi acreditavam.ː61 Além de atacar Grassi, o Discurso também deu continuidade a uma disputa anterior com outro jesuíta, Christoph Scheiner, sobre as manchas solares.
Grassi respondeu por sua vez com seu tratado Libra astronomica ac philosophica publicado sob o pseudônimo de Lotario Sarsi Sigensano (um anagrama de Horatius Grassius Salonensis, seu nome em latim). Neste, Grassi observou o quão próximas as ideias do Discurso de Galileu eram daquelas apresentadas por Gerolamo Cardano e Bernardino Telesio (que a Igreja considerava perigosas) e expuseram argumentos científicos e resultados de testes experimentais para mostrar que os cometas definitivamente não eram ilusões de ótica. A obra de Grassi provocou outra reação furiosa de Galileu na forma de sua obra Il Saggiatore de 1623, na qual ele rejeitou ferozmente os esforços de Grassi.
Foi sugerido que Grassi foi o autor de uma denúncia anônima à Inquisição logo após o aparecimento de Il Saggiatore, afirmando que o livro apresentava uma teoria atômica da matéria, e que isso entrava em conflito com a doutrina católica da Eucaristia, porque o atomismo faria a transubstanciação impossível. Embora a maioria dos estudiosos não concorde que Grassi foi seu autor, é digno de nota que sua segunda resposta a Il Saggiatore, a Ratio ponderum librae et simbellae (1626), contém muitos dos mesmos argumentos da denúncia anônima. Embora Libra tenha se concentrado principalmente em questões astronômicas, a Ratio focado em questões doutrinárias.
... ao contrário de The Assayer, que recorreu às armas polêmicas letais da sátira e da nova filosofia, a Ratio usou aquelas armas não menos letais de retorta doutrinal e dialética baseada na ortodoxia religiosa e filosófica.
Nenhum argumento adicional foi publicado em nenhum dos lados por Grassi ou Galileu sobre esses assuntos depois disso.

## Outros interesses científicos
Ao longo de sua carreira, Grassi escreveu vários outros trabalhos científicos e técnicos, incluindo um sobre esferas, relógios e óptica (Tractatus tres de sphera, de horologis ac de optica (1617)); outro sobre óptica (De iride disputatio optica a Galeatio Mariscotto publice habita no Collegio Romano SI (1617)) e um sobre relógios de sol nas obras de Vitruvius (In primum librum de architectura M. Vitruvii et in nonum eiusdem De horologiorum solarium descriptione duo brevissimi tractati (1624)). No período posterior de sua vida, quando estava em Gênova, ele produziu uma série de outras obras, posteriormente perdidas, incluindo um tratado sobre a física da luz e outro sobre arquitetura, inacabado na época de sua morte. Em 1644, ele também conduzia experimentos de pressão atmosférica baseados em 1644 no trabalho de Evangelista Torricelli usando um tubo cheio de mercúrio. Esses experimentos foram significativos para demonstrar a inadequação da física aristotélica.
Ele continuou a servir como Professor de Matemática e Vice-Reitor do Colégio Romano até 1633, quando a Ordem o transferiu para o Colégio Jesuíta em seu território natal, Gênova. Lá, ele serviu não como professor, mas como confessor, mas embora já não ocupasse um posto acadêmico sênior, ele continuou a revisar e aconselhar sobre uma série de projetos científicos da Ordem. A República de Gênova também o consultou sobre engenharia naval, incluindo uma para um navio 'inafundável'. Depois de um segundo período em Roma, voltou a servir como confessor no colégio de Gênova, e depois como vice-reitor, entre 1651-1653.

## Projetos arquitetônicos
Grassi prestou consultoria em vários projetos de construção para a ordem dos jesuítas. Seu interesse pela arquitetura parece datar de 1616, quando começou a ensinar matemática, e ao mesmo tempo assumiu o título de consiliarius aedificiorum (consultor de construção), para todos os projetos de construção da ordem dos jesuítas. Ele parece ter cumprido assim a responsabilidade esporadicamente entre 1616 e 1628. Depois disso, ele dedicou grande parte de seu tempo à arquitetura, embora muitos de seus projetos estivessem destinados a nunca serem construídos. Entre estes estava o seu primeiro desenho conhecido datado de 1620 e 1621 na igreja de S. Ignazio perto do colégio jesuíta de Ajaccio.
Em 1624, ele fez uma viagem a Sezze para verificar o andamento da construção do colégio local e da igreja de São Pietro e São Paolo, iniciada em 1601 com projeto do padre Giovanni De Rosis. Grassi fez uma série de alterações e acréscimos a este projeto. Em 1626, o reitor do colégio de Siena, o convidou a encarregar-se da transformação da igreja de San Vigilio. Foi o seu único projeto totalmente realizado e teve uma grande influência na arquitetura jesuíta, combinando o excelente aproveitamento funcional do espaço com uma decoração sóbria.
No final de 1626 foi chamado a Roma para ajudar nas obras de construção da igreja de Sant'Ignazio e em 1627 foi nomeado prefeito da sua construção. Em 1632 foi chamado a Terni para ajudar na construção da igreja de Santa Lúcia; e logo depois, com o colégio de Montepulciano e uma igreja em Viterbo.
Sua obra arquitetônica foi reduzida após sua mudança para Gênova em 1633, mas em 1634 ele começou a trabalhar no projeto de um novo colégio jesuíta na cidade, o que foi motivo de muita discórdia entre a vista da Orde e a família Balbi proprietária do terra em que queriam construir. Quando mais tarde se tornou vice-reitor do colégio, ele retomou o trabalho no projeto, que havia feito pouco progresso nos anos seguintes e só foi finalmente concluído em 1664.
Na primavera de 1645 Grassi visitou Roma, onde inspecionou as obras de Sant'Ignazio e redigiu um relatório altamente crítico, resultando em uma revisão geral da construção já concluída sob a direção de Antonio Sasso. Grassi foi responsável pelo trabalho relacionado à elevação da fachada e propôs um novo esquema de cúpula interna para resolver outros problemas decorrentes de desvios anteriores do projeto original. No entanto, este nunca foi construído e, em vez disso, foi instalada uma cúpula trompe-l'oeil pintada por Andrea Pozzo.